# Dejan Ljubičić
Dejan Ljubičić (* 8. Oktober 1997 in Wien) ist ein österreichischer Fußballspieler auf der Position eines Mittelfeldspielers. Seit Juli 2025 steht er bei Dinamo Zagreb unter Vertrag.

## Karriere

### Verein
In Wien geboren, spielte Dejan Ljubičić als Kind zuerst beim Favoritner AC. 2006 kam er in die Jugend des SK Rapid Wien. Nachdem er diverse Jugendmannschaften durchlaufen hatte, rückte er im Sommer 2015 in den Kader der Amateurmannschaft auf.
Sein Debüt für die zweite Mannschaft von Rapid gab er im Juli 2015, als er am ersten Spieltag der Saison 2015/16 gegen den FK Austria Wien II in der Startelf stand, bis er in der 81. Minute ausgewechselt wurde. Zu Saisonende hatte er 20 torlose Spiele zu Buche stehen. In der folgenden Saison absolvierte er 25 Partien, in denen er drei Tore erzielte.
Im Juli 2017 erhielt Dejan Ljubičić einen Profivertrag bei Rapid, wurde aber sofort als Kooperationsspieler an den Zweitligisten SC Wiener Neustadt verliehen. Im selben Monat debütierte er in der zweiten Liga, als er am ersten Spieltag der Saison 2017/18 gegen die SV Ried in der Startelf stand.
Im August 2017 wurde er aufgrund des Fehlens von Maximilian Wöber ins Training der Wiener zurückbeordert, hätte aber wieder als Kooperationsspieler für Wiener Neustadt spielen können. Sein erstes Spiel in der Bundesliga bestritt er am  26. August 2017 gegen den LASK. Im Wintertransferfenster der Saison 2019/20 scheiterte ein Wechsel zum MLS-Franchise Chicago Fire aufgrund einer von den Ärzten von Chicago Fire diagnostizierten Kreuzbandverletzung. Beim SK Rapid Wien wurde nach einhergehender Untersuchung diese Einschätzung nicht geteilt. In vier Spielzeiten bei den Profis von Rapid absolvierte der Defensiv-Allrounder insgesamt 101 Bundesligapartien, in denen er sechs Tore erzielte. In der Saison 2020/21 war er Kapitän der Wiener.
Zur Saison 2021/22 wechselte er nach Deutschland zum 1. FC Köln, bei dem er einen bis Juni 2025 laufenden Vertrag erhielt. Mit den Kölnern stieg er 2024 aus der Bundesliga ab. In der Saison 2024/25 schaffte er mit dem Verein den direkten Wiederaufstieg, anschließend verließ er Köln aber per Vertragsende.
Zur Saison 2025/26 wechselte er nach Kroatien zum Vizemeister Dinamo Zagreb.

### Nationalmannschaft
Ljubičić absolvierte im Juni 2014 gegen Serbien sein einziges Spiel für die österreichische U-17-Auswahl. Zwischen April und Mai 2015 kam er zu drei Einsätzen für die U-18-Mannschaft.
Im Oktober 2015 absolvierte er gegen die Schweiz sein erstes von zwei Spielen für die U-19-Mannschaft. Im Oktober 2017 debütierte er gegen Armenien für die U-21-Auswahl. Im März 2021 wurde er erstmals in den Kader der A-Nationalmannschaft berufen. Im Oktober 2021 debütierte er schließlich im Nationalteam, als er in der WM-Qualifikation gegen die Färöer in der 76. Minute für Konrad Laimer eingewechselt wurde.

## Persönliches
Ljubičićs Eltern sind bosnische Kroaten, die vor dem Krieg nach Österreich flohen. Sein Vater Zoran spielte als Stürmer unter anderem für den SKN St. Pölten. Sein Bruder Robert (* 1999) ist ebenfalls Fußballspieler. Dejan Ljubičić wuchs in Pressbaum und in Wien auf.